# Stichting voor de Ontwikkeling en Bouw van een Experimenteel Hefschroefvliegtuig
De Stichting voor de Ontwikkeling en Bouw van een Experimenteel Hefschroefvliegtuig (SOBEH) werd in 1951 opgericht om een Nederlandse helikopter te ontwikkelen. Dit initiatief werd gestart naar aanleiding van positieve rapporten van Stichting voor Hefschroefvliegtuigen, het NLL en het NIV, en door de positieve ervaringen met een Sikorsky S.51.
Het ontwerp van de SOBEH-1 kwam van de hand van ir. Jan Meijer Drees. Hij ontwierp een eenpersoons helikopter met twee ramjets op het uiteinde van de grote rotorbladen. Een revolutionair ontwerp, want dit maakte het tot de enige in zijn soort destijds. Het ontwerp van de SOBEH-1 maakte zijn eerste vlucht in oktober 1954 maar werd beschadigd. En men ontwikkelde de SOBEH-2 die in 1955 zijn eerste vlucht maakte. De resultaten waren dermate goed dat men het experiment geslaagd verklaarde en besloot de SOBEH in 1955 te liquideren. De serieproductie werd ter hand genomen door de NHI. Een samenwerkingsverband van Aviolanda en Kromhout.

## Helikoptertypen
- SOBEH-1

Experimentele helikopter, eenpersoons, ramjetrotor (Kromhout TJ-5) met staartrotor
- SOBEH-2

Experimentele helikopter, eenpersoons, ramjetrotor (Kromhout TJ-5) met staartrotor

Dit exemplaar is te bezichtigen in het Aviodrome